# Р-51: Винищувач драконів
Р-51: Винищувач драконів — американський науково-фантастичний бойовик 2014 року, написаний і знятий Марком Аткінсом.

## Синопсис
Дія відбувається 1943 року, коли Третій Райх тероризував більшу частину світу. Несподівано стає відомо, що нацистам вдалося знайти місце на Землі, де живуть дракони — яких, звісно, вони спробують використати у військових цілях із вигодою для себе.

## Знімались
| Актор              | Роль |
| ------------------ | ---- |
| Скотт Мартін       |      |
| Стефані Беран      |      |
| Росс Брукс         |      |
| Озман Сіргуд       |      |
| Роберт Пайк Деніел |      |
| Том Рахфорд        |      |
| Клінт Гленн        |      |
| Трей Маккерлі      |      |
| Медісон Бойд       |      |
| Антоні Дюпре       |      |
| Стівен Блекхарт    |      |